# Paul Verschuren

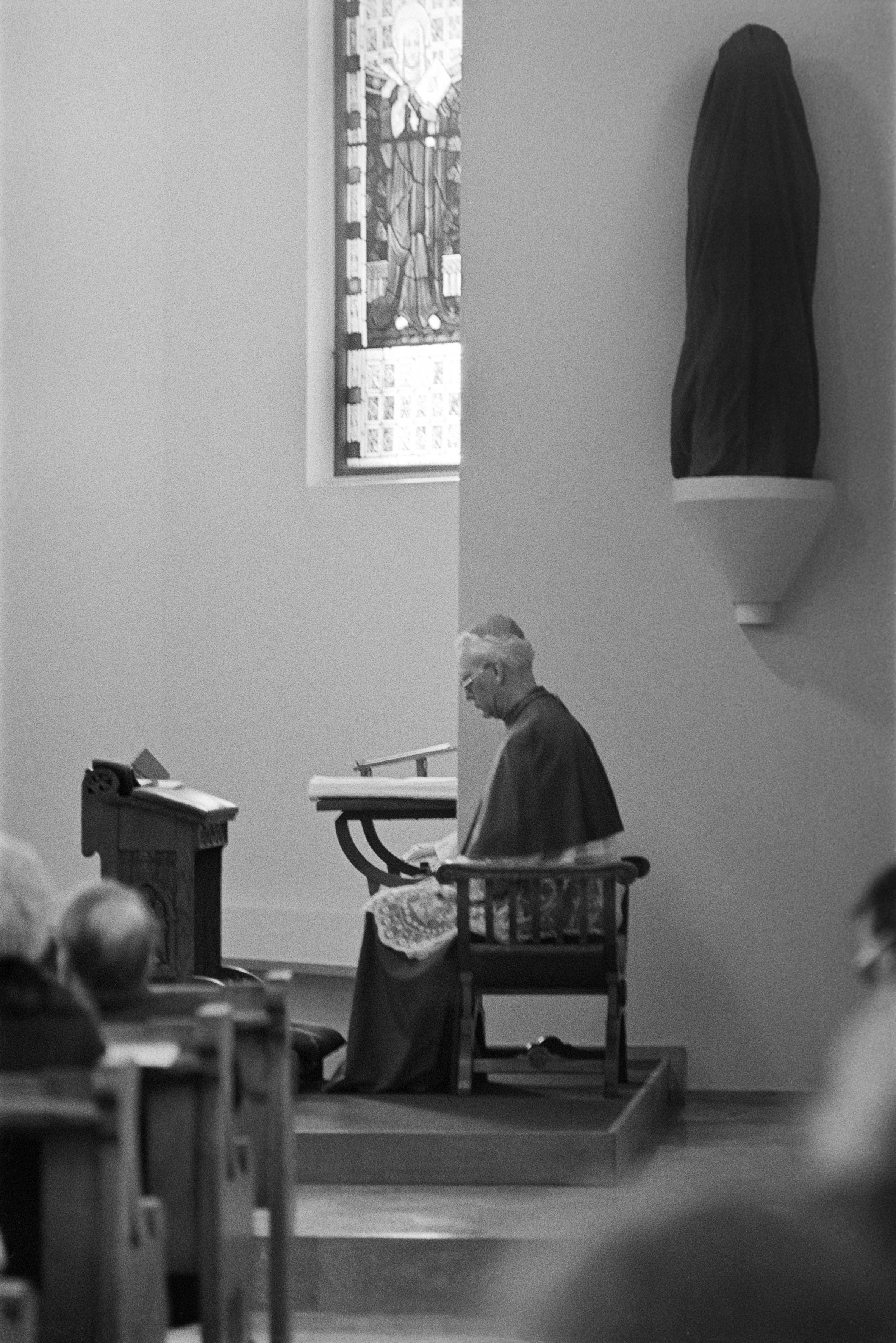
Paul Verschuren år 1978 i Helsingfors.

Paulus (Paul) Michael Verschuren, född 26 mars 1925 i Breda, Nederländerna, död 19 februari 2000 i Helsingfors, Finland, var en romersk-katolsk präst och biskop i Helsingfors romersk-katolska stift, det vill säga Romersk-katolska kyrkan i Finland.
Verschuren prästvigdes år 1950. År 1964 prästvigdes han till titulärbiskop av Aquae Sirenses. Redan då var målet att han skulle bli biskop av Helsingfors efter Gulielmus Cobben. Konsekrationen utfördes av Cobben själv. Denna post erhöll han också år 1967.
Som biskop för Helsingfors romersk-katolska stift verkade Verschuren fram till år 1998.

## Utmärkelser
- Kommendörstecknet av I klass av Finlands Lejons orden[1]
- Storofficer av Heliga gravens orden[2]

[Redigera Wikidata]